# Noorwegen op het Eurovisiesongfestival 1984
Noorwegen nam deel aan het Eurovisiesongfestival 1984 in Luxemburg (Luxemburg). Het was de 24ste keer dat Noorwegen deelnam aan het Eurovisiesongfestival. NRK was verantwoordelijk voor de Noorse bijdrage voor de editie van 1984.

## Selectie procedure
Melodi Grand Prix 1984 was de televisieshow waarin de Noorse kandidaat werd gekozen voor het Eurovisiesongfestival 1984.
De MGP werd georganiseerd in de studio's van de NRK, te Oslo. Tien liedjes deden mee in deze finale. De winnaar werd verkozen door 5 regionale jury's.
| Volgorde | Artiest           | Lied               | Punten | Plaats |
| -------- | ----------------- | ------------------ | ------ | ------ |
| 1        | Beate Jacobsen    | "Strand Hotel"     | 43     | 2      |
| 2        | Ina Tangerud      | "Dine øyne"        | 15     | 8=     |
| 3        | Ove Thue          | "Lenge siden nå"   | 11     | 10     |
| 4        | Inger Lise Rypdal | "Vindar"           | 42     | 3=     |
| 5        | Dollie de Luxe    | "Lenge leve livet" | 45     | 1      |
| 6        | Ellen Nikolaysen  | "Opus"             | 25     | 6      |
| 7        | Hilde Heltberg    | "Ditt smil"        | 17     | 7      |
| 8        | Nick Borgen       | "La musikken leve" | 35     | 5      |
| 9        | Cathy Ryen        | "Jeanne d'Arc"     | 15     | 8=     |
| 10       | Silhouette        | "A-oa-oa-oa"       | 42     | 3=     |

## In Luxemburg
In Luxemburg moest Noorwegen optreden als vijfde, net na Spanje en voor Verenigd Koninkrijk. Na de stemming bleek dat Noorwegen op een 17de plaats was geëindigd met 29 punten. 
Nederland had 0 en België had 1 punt over voor de Noorse inzending.

### Gekregen punten

#### Finale
| 12 punten | 10 punten | 8 punten  | 7 punten                  | 6 punten  |
| --------- | --------- | --------- | ------------------------- | --------- |
|           |           | - Zweden  | - Luxemburg               | - Finland |
| 5 punten  | 4 punten  | 3 punten  | 2 punten                  | 1 punt    |
|           |           | - Ierland | - Duitsland - Zwitserland | - België  |

### Punten gegeven door Noorwegen

#### Finale
Punten gegeven in de finale:
| 12 punten | Denemarken          |
| 10 punten | Zweden              |
| 8 punten  | Verenigd Koninkrijk |
| 7 punten  | Duitsland           |
| 6 punten  | Spanje              |
| 5 punten  | Finland             |
| 4 punten  | Ierland             |
| 3 punten  | België              |
| 2 punten  | Frankrijk           |
| 1 punt    | Italië              |

1960 · 1961 · 1962 · 1963 · 1964 · 1965 · 1966 · 1967 · 1968 · 1969 · 1970 · 1971 · 1972 · 1973 · 1974 · 1975 · 1976 · 1977 · 1978 · 1979 · 1980 · 1981 · 1982 · 1983 · 1984 · 1985 · 1986 · 1987 · 1988 · 1989 · 1990 · 1991 · 1992 · 1993 · 1994 · 1995 · 1996 · 1997 · 1998 · 1999 · 2000 · 2001 · 2002 · 2003 · 2004 · 2005 · 2006 · 2007 · 2008 · 2009 · 2010 · 2011 · 2012 · 2013 · 2014 · 2015 · 2016 · 2017 · 2018 · 2019 · 2020 · 2021 · 2022 · 2023 · 2024 · 2025